# Берт Олмстед
Берт Олмстед (англ. Bert Olmstead, 4 вересня 1926, Септр, Саскачеван — 16 листопада 2015 Хай-Рівер) — канадський хокеїст, що грав на позиції крайнього нападника. Згодом — хокейний тренер.
Член Зали слави хокею з 1985 року. Володар Кубка Стенлі. Провів понад 900 матчів у Національній хокейній лізі.

## Ігрова кар'єра
Хокейну кар'єру розпочав 1944 року.
Протягом професійної клубної ігрової кар'єри, що тривала 15 років, захищав кольори команд «Чикаго Блек Гокс», «Монреаль Канадієнс» та «Торонто Мейпл-Ліфс».
Загалом провів 963 матчі в НХЛ, включаючи 115 ігор плей-оф Кубка Стенлі.

## Тренерська робота
1967 року розпочав тренерську роботу в НХЛ. Тренерська кар'єра обмежилася роботою з командою «Окленд Сілс».

## Нагороди та досягнення
- Володар Кубка Стенлі в складі «Монреаль Канадієнс» — 1953, 1956, 1957, 1958.
- Учасник матчу усіх зірок НХЛ — 1953, 1956, 1957, 1959.
- Друга команда всіх зірок НХЛ — 1953, 1956.
- Володар Кубка Стенлі в складі «Торонто Мейпл-Ліфс» — 1962.

## Статистика
| Сезон        | Клуб                   | Ліга         | Регулярний сезон | Регулярний сезон | Регулярний сезон | Регулярний сезон | Регулярний сезон | Плей-оф | Плей-оф | Плей-оф | Плей-оф | Плей-оф |
| Сезон        | Клуб                   | Ліга         | І                | Г                | П                | О                | ШХ               | І       | Г       | П       | О       | ШХ      |
| ------------ | ---------------------- | ------------ | ---------------- | ---------------- | ---------------- | ---------------- | ---------------- | ------- | ------- | ------- | ------- | ------- |
| 1944–45      | «Мус-Джо Канакс»       | СЮХЛ         | 16               | 0                | 3                | 3                | 8                | 4       | 2       | 0       | 2       | 8       |
| 1944–45      | «Мус-Джо Канакс»       | МК           | —                | —                | —                | —                | —                | 17      | 10      | 8       | 18      | 18      |
| 1945–46      | «Мус-Джо Канакс»       | СЮХЛ         | 18               | 24               | 19               | 43               | 32               | 4       | 0       | 1       | 1       | 6       |
| 1945–46      | «Мус-Джо Канакс»       | МК           | —                | —                | —                | —                | —                | 8       | 2       | 8       | 10      | 6       |
| 1946–47      | «Канзас-Сіті Пла-Морс» | ХЛСШ         | 60               | 27               | 15               | 42               | 34               | 12      | 2       | 3       | 5       | 4       |
| 1947–48      | «Канзас-Сіті Пла-Морс» | ХЛСШ         | 66               | 26               | 26               | 52               | 42               | 7       | 1       | 4       | 5       | 0       |
| 1948–49      | «Чикаго Блек Гокс»     | НХЛ          | 9                | 0                | 2                | 2                | 4                | —       | —       | —       | —       | —       |
| 1948–49      | «Канзас-Сіті Пла-Морс» | ХЛСШ         | 52               | 33               | 44               | 77               | 54               | 2       | 0       | 1       | 1       | 0       |
| 1949–50      | «Чикаго Блек Гокс»     | НХЛ          | 70               | 20               | 29               | 49               | 40               | —       | —       | —       | —       | —       |
| 1950–51      | «Чикаго Блек Гокс»     | НХЛ          | 15               | 2                | 1                | 3                | 0                | —       | —       | —       | —       | —       |
| 1950–51      | «Мілвокі Сігуллс»      | ХЛСШ         | 12               | 8                | 7                | 15               | 11               | —       | —       | —       | —       | —       |
| 1950–51      | «Монреаль Канадієнс»   | НХЛ          | 39               | 16               | 22               | 38               | 50               | 11      | 2       | 4       | 6       | 9       |
| 1951–52      | «Монреаль Канадієнс»   | НХЛ          | 69               | 7                | 28               | 35               | 49               | 11      | 0       | 1       | 1       | 4       |
| 1952–53      | «Монреаль Канадієнс»   | НХЛ          | 69               | 17               | 28               | 45               | 83               | 12      | 2       | 2       | 4       | 4       |
| 1953–54      | «Монреаль Канадієнс»   | НХЛ          | 70               | 15               | 37               | 52               | 85               | 11      | 0       | 1       | 1       | 19      |
| 1954–55      | «Монреаль Канадієнс»   | НХЛ          | 70               | 10               | 48               | 58               | 103              | 12      | 0       | 4       | 4       | 21      |
| 1955–56      | «Монреаль Канадієнс»   | НХЛ          | 70               | 14               | 56               | 70               | 94               | 10      | 4       | 10      | 14      | 8       |
| 1956–57      | «Монреаль Канадієнс»   | НХЛ          | 64               | 15               | 33               | 48               | 74               | 10      | 0       | 9       | 9       | 13      |
| 1957–58      | «Монреаль Канадієнс»   | НХЛ          | 57               | 9                | 28               | 37               | 71               | 9       | 0       | 3       | 3       | 0       |
| 1958–59      | «Торонто Мейпл-Ліфс»   | НХЛ          | 70               | 10               | 31               | 41               | 74               | 12      | 4       | 2       | 6       | 13      |
| 1959–60      | «Торонто Мейпл-Ліфс»   | НХЛ          | 53               | 15               | 21               | 36               | 63               | 10      | 3       | 4       | 7       | 0       |
| 1960–61      | «Торонто Мейпл-Ліфс»   | НХЛ          | 67               | 18               | 34               | 52               | 84               | 3       | 1       | 2       | 3       | 10      |
| 1961–62      | «Торонто Мейпл-Ліфс»   | НХЛ          | 56               | 13               | 23               | 36               | 10               | 4       | 0       | 1       | 1       | 0       |
| Усього в НХЛ | Усього в НХЛ           | Усього в НХЛ | 848              | 181              | 421              | 602              | 884              | 115     | 16      | 43      | 59      | 101     |

## Тренерська статистика
| Команда       | Сезон   | Регулярний сезон | Регулярний сезон | Регулярний сезон | Регулярний сезон | Регулярний сезон | Регулярний сезон | Плей-оф             |
| Команда       | Сезон   | І                | В                | П                | Н                | О                | Результат        | Результат           |
| ------------- | ------- | ---------------- | ---------------- | ---------------- | ---------------- | ---------------- | ---------------- | ------------------- |
| «Окленд Сілс» | 1967–68 | 64               | 11               | 37               | 16               | (47)             | 6-е на Заході    | (пішов у відставку) |